# Dipoena croatica
Dipoena croatica är en spindelart som först beskrevs av Cornelius Chyzer 1894.  Dipoena croatica ingår i släktet Dipoena och familjen klotspindlar. Inga underarter finns listade i Catalogue of Life.